# Vệ tinh tự nhiên của Sao Thiên Vương

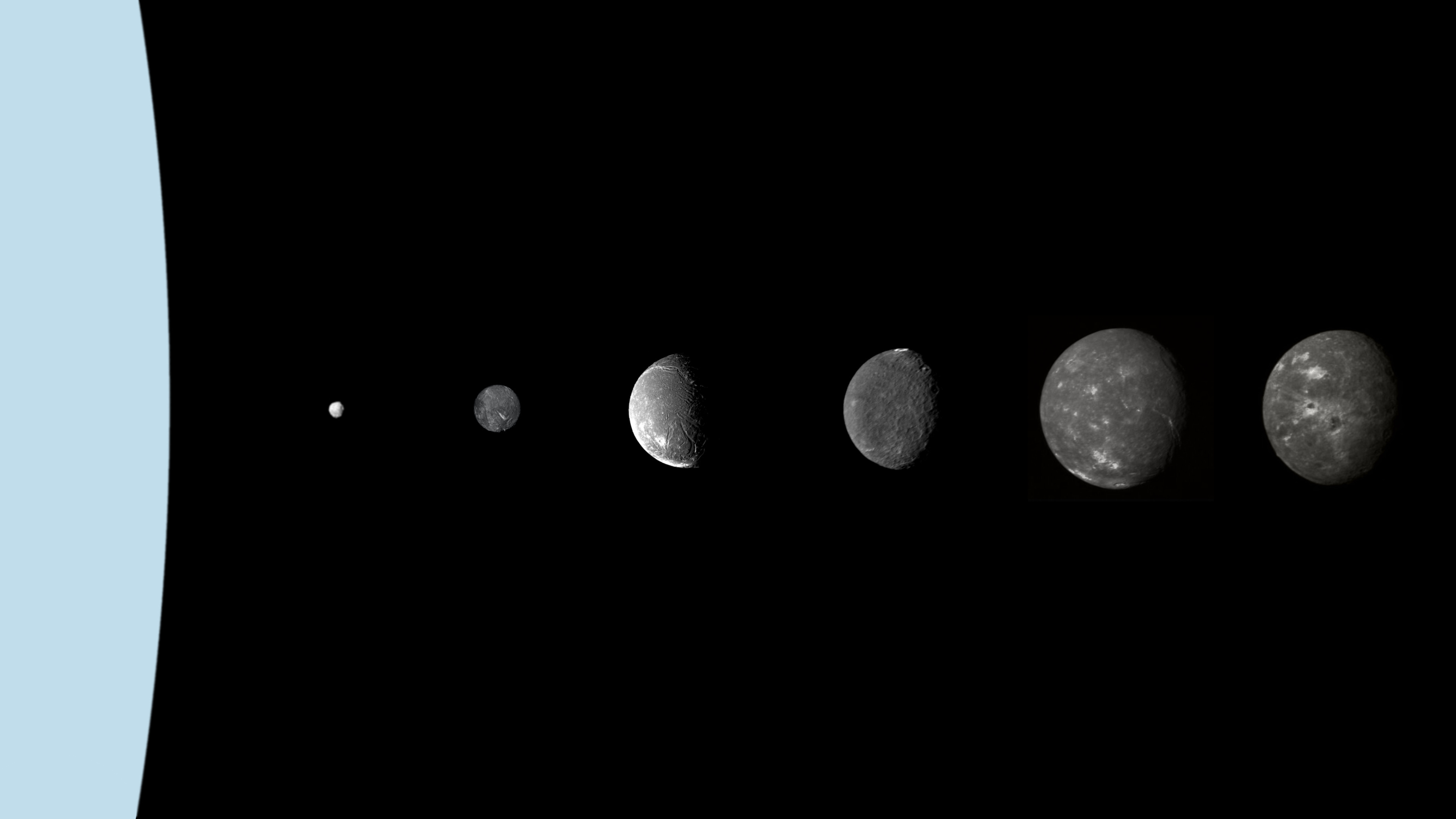
Sao Thiên Vương và sáu vệ tinh lớn nhất của nó (kích thước theo tỷ lệ, thứ tự khoảng cách đến hành tinh không theo tỷ lệ). Từ trái sang phải: Puck, Miranda, Ariel, Umbriel, Titania và Oberon.

Sao Thiên Vương có 28 vệ tinh tự nhiên. Trong đó có 27 vệ tinh được đặt tên theo các nhân vật từ các tác phẩm của William Shakespeare và Alexander Pope. William Herschel đã khám phá hai vệ tinh đầu tiên, Titania và Oberon, vào năm 1787, và các vệ tinh hình cầu (Ariel và Umbriel) đã được William Lassell phát hiện năm 1851, Miranda được Gerard Kuiper phát hiện năm 1948. Các vệ tinh còn lại được phát hiện sau năm 1985, hoặc là trong sứ mệnh bay ngang qua của Voyager 2 hoặc bởi sự hỗ trợ của kính thiên văn đặt trên Trái Đất.
Vệ tinh Sao Thiên Vương được chia thành ba nhóm: mười ba vệ tinh vòng trong, năm vệ tinh lớn, và chín vệ tinh dị hình. Vệ tinh vòng trong là những thiên thể nhỏ và tối chia sẻ chung nguồn gốc và tính chất với vành đai hành tinh. Năm vệ tinh lớn có khối lượng đủ để đạt được trạng thái cân bằng thủy tĩnh, và bốn trong số đó có dấu hiệu quá trình dịch chuyển nội lực để hình thành các hẻm núi và núi lửa trên bề mặt. Vệ tinh lớn nhất trong năm vệ tinh, Titania, có đường kính 1.578 km và là vệ tinh lớn thứ tám trong Hệ Mặt Trời, có khối lượng nhỏ hơn 20 lần Mặt Trăng. Các vệ tinh dị hình của Sao Thiên Vương nằm ở xa hành tinh có quỹ đạo elip và độ nghiêng quỹ đạo của chúng lớn, đồng thời chuyển động ngược chiều với chiều tự quay của hành tinh.

## Khám phá
Hai vệ tinh đầu tiên được phát hiện, Titania và Oberon, được Ngài William Herschel phát hiện vào ngày 11 tháng 1, 1787, sáu năm sau khi ông phát hiện hành tinh chính. Sau đó, Herschel nghĩ ông đã phát hiện thêm sáu vệ tinh (xem phía dưới) và có lẽ là cả một vành đai. Trong gần 50 năm, dụng cụ của Herschel là thứ duy nhất nhìn thấy các vệ tinh này. Trong những năm 1840, các công cụ tốt hơn và vị trí thuận lợi hơn của Sao Thiên Vương trên bầu trời đã dẫn đến các chỉ dẫn rời rạc về các vệ tinh khác ngoài Titania và Oberon. Cuối cùng, hai vệ tinh tiếp theo, Ariel và Umbriel, đã được phát hiện bởi William Lassell vào năm 1851. Đề án đánh số La Mã cho các vệ tinh Sao Thiên Vương ở trong tình trạng thay đổi liên tục trong một thời gian đáng kể và trong các ấn phẩm vì sự không thống nhất giữa cách đặt tên của Herschel (với Titania và Oberon gọi là Uranus II và IV) và của William Lassell (đôi khi chúng được gọi là I và II). Với sự xác nhận về Ariel và Umbriel, Lassell đánh số các vệ tinh từ I đến IV từ Sao Thiên Vương trở ra, và đây là cách đánh số được xem là chuẩn. Năm 1852, con trai Herschel là John Herschel đã đề xuất tên cho bốn vệ tinh này và vẫn còn được sử dụng đến ngày nay.
Không có thêm một khám phá nào khác trong suốt gần một thế kỉ. Năm 1948, Gerard Kuiper ở Đài thiên văn McDonald đã khám phá ra vệ tinh nhỏ nhất trong số năm vệ tinh lớn hình cầu, Miranda. Nhiều thập kỉ sau, chuyến bay ngang qua của tàu thăm dò không gian Voyager 2 vào tháng 1 năm 1986 dẫn đến sự khám phá thêm 10 vệ tinh vòng trong. Một vệ tinh khác, Perdita, được khám phá năm 1999 sau khi nghiên cứu các bức ảnh cũ của Voyager.
Sao Thiên Vương là hành tinh khổng lồ cuối cùng không còn vệ tinh dị hình nào được biết, nhưng từ năm 1997 chín vệ tinh dị hình vòng ngoài ở xa đã được xác định bằng kính thiên văn đặt trên mặt đất. Hai vệ tinh vòng trong khác, Cupid và Mab, đã được khám phá bởi kính viễn vọng không gian Hubble năm 2003. Margaret là vệ tinh cuối cùng của Sao Thiên Vương được khám phá cho đến năm 2008, các kết quả tìm kiếm của nó được công bố vào tháng Mười 2003.

### Vệ tinh giả
Sau khi Herschel phát hiện Titania và Oberon vào 11 tháng 1 năm 1787, ông tin rằng ông đã tìm thấy thêm bốn vệ tinh khác; hai vệ tinh vào ngày 18 tháng 1 và 9 tháng 2, 1790, và hai vệ tinh khác vào ngày 28 tháng 2 và 26 tháng 3, 1794. Do đó trong nhiều thập kỉ, người ta tin rằng Sao Thiên Vương là một hệ thống với sáu vệ tinh, dù bốn vệ tinh sau chưa bao giờ được xác nhận bởi các nhà thiên văn khác. Tuy nhiên, nhờ vào các quan sát của Lassell năm 1851, khi ông phát hiện Ariel và Umbriel, đã phủ nhận các quan sát của Herschel; các vệ tinh Ariel và Umbriel, mà Herschel nhất định phải quan sát thấy chúng nếu ông tìm thấy bất kì vệ tinh nào khác bên cạnh Titania và Oberon, không tương ứng với bất kì đặc điểm quỹ đạo nào trong bốn vệ tinh của Herschel. Bốn vệ tinh giả của Herschel được cho là có chu kỳ quỹ đạo là 5,89 ngày (nằm phía trong Titania), 10,96 ngày (nằm giữa Titania và Oberon), 38,08 và 107,69 ngày (nằm phía ngoài Oberon). Do đó bốn vệ tinh của Herschel được kết luận là giả mạo, có lẽ chúng phát sinh từ sai lầm nhận dạng các ngôi sao nhỏ nằm trong vùng lân cận Sao Thiên Vương như là các vệ tinh, và Lassell được công nhận là người phát hiện ra Ariel và Umbriel.

## Đặt tên
Hai vệ tinh đầu tiên của Sao Thiên Vương, phát hiện năm 1787, không được đặt tên cho đến năm 1852, một năm sau khi hai vệ tinh khác được phát hiện. Trách nhiệm đặt tên được trao cho John Herschel, con trai của nhà thiên văn khám phá ra Sao Thiên Vương. John Herschel, thay vì phân loại tên theo thần thoại Hy Lạp, lại đặt tên theo các tinh linh trong văn học Anh: các tiên Oberon và Titania trong Giấc mộng đêm hè của William Shakespeare, nữ thần Ariel và Umbriel từ The Rape of the Lock của Alexander Pope (Ariel cũng là tên một yêu tinh trong vở kịch Cơn bão của Shakespeare). Lý do có lẽ nằm ở tên Sao Thiên Vương (Uranus), vị thần của bầu trời và không trung, được phục vụ bởi các tinh linh không trung.
Các tên gọi tiếp theo, thay vì tiếp tục chủ đề tinh linh không trung (chỉ có Puck và Mab tiếp tục xu hướng đó), lại tập trung dựa vào các tác phẩm mà Herschel đã dùng. Năm 1949, vệ tinh thứ năm, Miranda, được đặt tên bởi chính người khám phá ra nó, Gerard Kuiper, dựa theo một nhân vật không phải là tiên hay tinh trong vở kịch của Shakespeare: Cơn bão. Hiện tại IAU thực hiện đặt tên cho các vệ tinh theo các nhân vật của các vở kịch của Shakespeare và từ The Rape of the Lock (dù cho đến nay chỉ có Ariel, Umbriel, và Belinda có tên được rút ra từ tác phẩm thứ hai; tất cả phần còn lại đều lấy từ Shakespeare). Đầu tiên, tất cả các vệ tinh vòng ngoài được đặt tên theo các nhân vật trong vở kịch Cơn bão; nhưng xu hướng đó đã kết thúc với Margaret được đặt tên theo vở hài kịch Chẳng có chuyện gì cũng làm rối lên (Much ado about nothing).

Khối lượng tương đối của các vệ tinh Sao Thiên Vương. Năm vệ tinh hình cầu từ Miranda chiếm 0.7% tới Titania chiếm gần 40% tổng khối lượng. Các vệ tinh khác tổng cộng chiếm khoảng 0,1%, và hầu như không thể thấy trong sơ đồ này.

- The Rape of the Lock (một bài thơ của Alexander Pope):
  - Ariel, Umbriel, Belinda
- Kịch của William Shakespeare:
  - Giấc mộng đêm hè: Titania, Oberon, Puck
  - Cơn bão: (Ariel), Miranda, Caliban, Sycorax, Prospero, Setebos, Stephano, Trinculo, Francisco, Ferdinand
  - Vua Lear: Cordelia
  - Hamlet: Ophelia
  - Chinh phục người đàn bà đanh đá: Bianca
  - Troilus và Cressida: Cressida
  - Othello: Desdemona
  - Romeo và Juliet: Juliet, Mab
  - Chàng Lái Buôn Thành Venise: Portia
  - Xin tùy ý thích: Rosalind
  - Much Ado About Nothing (Chẳng có chuyện gì cũng làm rối lên): Margaret
  - Chuyện kể của mùa đông: Perdita
  - Timon của Athens: Cupid

Một số tiểu hành tinh chia sẻ chung tên với các vệ tinh Sao Thiên Vương: 171 Ophelia, 218 Bianca, 593 Titania, 666 Desdemona, 763 Cupido và 2758 Cordelia.

## Đặc điểm và các nhóm
Hệ thống vệ tinh Sao Thiên Vương có khối lượng nhỏ nhất trong số các hành tinh khí khổng lồ; thực vậy, tổng khối lượng của năm vệ tinh chính ít hơn một nửa khối lượng của một mình Triton (vệ tinh lớn thứ bảy trong Hệ Mặt Trời). Vệ tinh lớn nhất trong hệ, Titania, có bán kính khoảng 788,9 km, hay nhỏ hơn một nửa Mặt Trăng, nhưng nặng chỉ hơn nửa Rhea, vệ tinh lớn thứ hai của Sao Thổ, khiến Titania trở thành vệ tinh lớn thứ tám trong Hệ Mặt Trời. Sao Thiên Vương nặng gấp 10.000 lần khối lượng các vệ tinh của nó.

### Vệ tinh vòng trong

Lược đồ hệ thống vệ tinh - vành đai Sao Thiên Vương

Tính đến năm 2008, Sao Thiên Vương được biết có 13 vệ tinh vòng trong. Quỹ đạo của chúng nằm bên trong Miranda. Tất cả vệ tinh vòng trong đều có liên hệ mật thiết với vành đai Sao Thiên Vương, có lẽ là kết quả của sự tan vỡ của một hay nhiều vệ tinh vòng trong. Hai vệ tinh trong cùng (Cordelia và Ophelia) có vai trò vệ tinh dẫn đầu của vành đai ε, trong khi vệ tinh nhỏ Mab là gốc giới hạn ngoài của vành đai μ.
Vệ tinh Puck, với đường kính 162 km, là vệ tinh vòng trong lớn nhất của Sao Thiên Vương. Puck và Mab là 2 vệ tinh vòng trong xa nhất. Tất cả các vệ tinh vòng trong đều khá tối; suất phản chiếu hình học của chúng không vượt quá 10%. Chúng được cấu tạo từ băng lẫn với một loại tạp chất màu đen - có thể là chất hữu cơ dưới tác dụng của bức xạ.
Các vệ tinh nhỏ vòng trong làm xáo trộn lẫn nhau. Đây là một hệ thống hỗn loạn và không ổn định. Các mô phỏng cho thấy các vệ tinh có thể làm xáo trộn quỹ đạo của nhau, mà kết quả có thể dẫn đến sự va chạm giữa các vệ tinh. Desdemona có thể va chạm với Cressida hay Juliet trong 100 triệu năm tới.
Mười ba vệ tinh vòng trong của Sao Thiên Vương gồm có:
- Cordelia và Ophelia
- Bianca
- Cressida
- Desdemona
- Juliet
- Portia
- Rosalind
- Cupid
- Belinda
- Perdita
- Puck
- Mab

### Vệ tinh lớn
Sao Thiên Vương có năm vệ tinh lớn: Miranda, Ariel, Umbriel, Titania và Oberon. Phạm vi đường kính của chúng từ 472 km như Miranda tới 1578 km như Titania. Tất cả các vệ tinh lớn đếu là các thiên thể tương đối tối: suất phản chiếu hình học của chúng thay đổi trong phạm vị 30–50%, trong khi suất phản chiếu liên kết nằm trong khoảng 10–23%. Umbriel là vệ tinh tối nhất và Ariel là vệ tinh sáng nhất. Khối lượng các vệ tinh nằm trong khoảng 6,7 × 1019 kg (Miranda) tới 3,5 × 1021 kg (Titania)—nếu so sánh, Mặt Trăng của Trái Đất có khối lượng là 7,5 × 1022 kg. Các vệ tinh chính của Sao Thiên Vương được tin là được hình thành trong một đĩa bồi tụ, tồn tại xung quanh Sao Thiên Vương trong thời kì đầu.

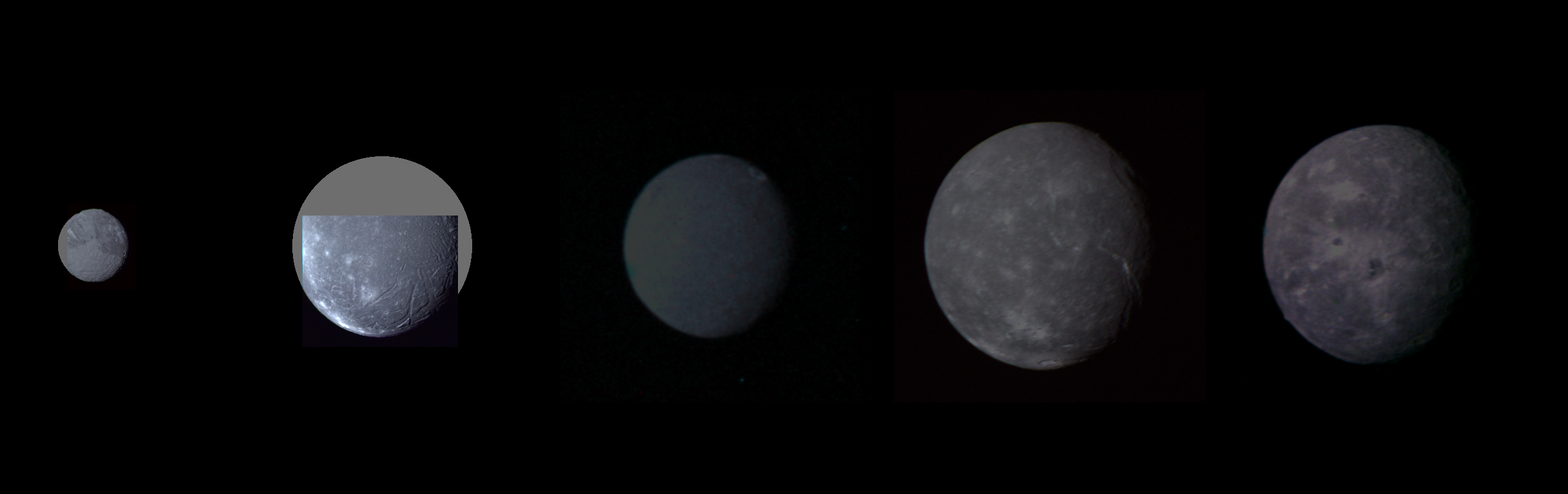
Năm vệ tinh lớn nhất của Sao Thiên Vương được so sánh bằng kích thước tương đối và độ sáng. Từ trái sang phải (theo thứ tự từ Sao Thiên Vương trở ra): Miranda, Ariel, Umbriel, Titania và Oberon.

Tất cả các vệ tinh chính bao gồm đồng đều đá và băng, trừ Miranda, được cấu tạo phần lớn từ băng. Thành phần của băng có thể bao gồm amonia và carbon dioxide. Bề mặt của chúng là các miệng hố lớn, dù tất cả chúng (trừ Umbriel) cho thấy dấu hiệu nội sinh tái tạo bề mặt trong hình dạng các đường nét (hẻm núi) và, trong trường hợp của Miranda, là các cấu trúc được gọi là coronae. Sự mở rộng tiến trình liên kết với các nếp uốn diapir hướng lên có thể chịu trách nhiệm về nguồn gốc của coronae. Bề mặt của vệ tinh Ariel là trẻ nhất với rất ít hố va chạm, trong khi đó bề mặt của Umbriel lại dường như là già nhất. Các nhà thiên văn cho rằng có một quỹ đạo cộng hưởng 3:1 trong quá khứ giữa Miranda và Umbriel và một quỹ đạo cộng hưởng khác 4:1 giữa Ariel và Titania có thể phù hợp cho hoạt động năng lượng nội sinh phát ra nhiệt của Miranda và Ariel. Một chứng cớ cho những quỹ đạo cộng hưởng trong quá khứ đó là độ nghiêng quỹ đạo rất lớn không bình thường của Miranda đối với các thiên thể gần hành tinh. Các vệ tinh lớn nhất của nhất của Sao Thiên Vương có cấu tạo bên trong rất khác nhau, với các nhân đá tại tâm của chúng được bao bọc bởi các lớp phủ băng. Titania và Oberon có thể chứa các đại dương chất lỏng tại ranh giới nhân và lớp phủ. Các vệ tinh chính của Sao Thiên Vương không có bầu khí quyển. Ví dụ, Titania nếu tồn tại bầu khí quyển thì áp suất bầu khí quyển của nó chỉ không lớn hơn 10–20 nanobar.

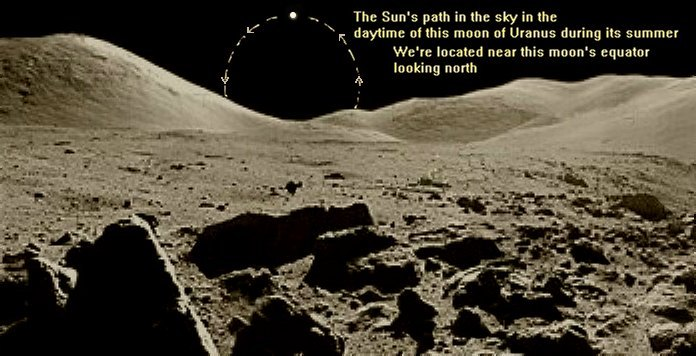
Tác phẩm của họa sĩ về đường di chuyển của Mặt Trời vào mùa hè trên một vệ tinh lớn của Sao Thiên Vương

Khi quan sát sự di chuyển của Mặt Trời trên bầu trời và trong những ngày cục bộ ở Sao Thiên Vương và các vệ tinh chính của nó trong quá trình chúng ở chí điểm (so với Sao Thiên Vương và so với Mặt Trời) là rất khác so với khi nhìn ở những nơi khác trong Hệ Mặt Trời. Các vệ tinh chính có trục quay song song với trục quay của Sao Thiên Vương. Mặt Trời hiện trên một đường tròn xung quanh thiên cực của Sao Thiên Vương trên bầu trời, với điểm gần nhất cách cực 7 độ. Gần đường xích đạo, có thể nhìn Mặt Trời gần ở phía nam hoặc phía bắc (phụ thuộc vào mùa). Tại những vĩ độ lớn hơn 7°, Mặt Trời sẽ đi theo một đường tròn với đường kính 15 độ trên bầu trời, và không bao giờ lặn.

### Vệ tinh dị hình

Các vệ tinh dị hình của Sao Thiên Vương. Trục X được thể hiện ở Gm (triệu km) và theo tỷ lệ của bán kính quyển Hill. Độ lệch tâm được thể hiện bởi các phân đoạn màu vàng được biểu diễn nghiêng trên trục Y.

Cho đến 2005, Sao Thiên Vương được biết có 9 vệ tinh dị hình, với quỹ đạo xa hơn nhiều so với Oberon, vệ tinh lớn xa nhất. Tất cả các vệ tinh dị hình dường như là những thiên thể bị bắt giữ bởi Sao Thiên Vương sau khi hành tinh này hình thành. Sơ đồ minh hoạ chuyển động của các vệ tinh dị hình được phát hiện tính đến ngày nay. Bán kính quyển Hill xấp xỉ 73 triệu km.
Phạm vi kích thước của các vệ tinh dị hình là từ khoảng 150 km (Sycorax) tới 18 km (Trinculo). Không như các vệ tinh dị hình của Sao Mộc, Sao Thiên Vương không thể hiện trục tương quan so với độ nghiêng. Thay vào đó, các vệ tinh nghịch hành có thể chia thành hai nhóm dựa trên trục/độ lệch tâm quỹ đạo. Nhóm phía trong bao gồm các vệ tinh ở gần Sao Thiên Vương hơn (a < 0,15 rH) và có độ lệch tâm vừa phải (~0,2), cụ thể là Francisco, Caliban, Stephano và Trinculo. Nhóm phía ngoài (a > 0,15 rH) bao gồm các vệ tinh có độ lệch lớn (~0,5): Sycorax, Prospero, Setebos và Ferdinand.
Các mặt phẳng quỹ đạo với độ nghiêng 60° < i < 140° không tồn tại một vệ tinh nào do sự bất ổn định Kozai. Trong vùng bất ổn định này, các nhiễu loạn trong Hệ Mặt Trời tại những khoảng cách xa nhất làm cho các vệ tinh có độ lệch tâm lớn dẫn đến sự va chạm của chúng với các vệ tinh bên trong hay bị đẩy ra khỏi Sao Thiên Vương. Thời gian sống của các vệ tinh trong vùng bất ổn định khoảng từ 10 triệu đến một tỷ năm tuổi
Vệ tinh Margaret là vệ tinh dị hình duy nhất được biết đến có chuyển động quay cùng hướng với Sao Thiên Vương, và hiện nay nó có độ lệch tâm quỹ đạo lớn nhất trong số các vệ tinh trong Hệ Mặt Trời, mặc dù vệ tinh Nereid của Sao Hải Vương có độ lệch tâm trung bình cao hơn. Đến năm 2008, độ lệch tâm của Margaret là 0,7979.

## Bảng thống kê
| ‡ Vệ tinh chính | ♠ Vệ tinh nghịch hành |

Các vệ tinh của Sao Thiên Vương được liệt kê ở đây theo chu kỳ quỹ đạo, từ ngắn nhất đến dài nhất. Khối lượng các vệ tinh vừa đủ để bề mặt của chúng có thể bị suỵ sụp hình tựa cầu được dấu màu xanh nhạt và bôi đen. Các vệ tinh dị hình có quỹ đạo thuận hướng được thể hiện bằng màu xám sáng, còn có quỹ đạo nghịch hướng thể hiện ở màu xám đen.
| Số thứ tự | Nhãn  | Tên         | Phát âm (trợ giúp) | Hình ảnh | Đường kính (km)                | Khối lượng (×1018 kg) | Bán trục lớn (km) | Chu kỳ quỹ đạo (Ngày) | Độ nghiêng (°) | Độ lệch tâm | Năm phát hiện | Năm công bố | Người phát hiện         |
| --------- | ----- | ----------- | ------------------ | -------- | ------------------------------ | --------------------- | ----------------- | --------------------- | -------------- | ----------- | ------------- | ----------- | ----------------------- |
| 1         | VI    | Cordelia    | kɔrˈdiːliə         |          | 40 ± 6 (50 × 36)               | 0,044                 | 49.751            | 0,335034              | 0,08479°       | 0,00026     | 1986          | 1986        | Terrile (Voyager 2)     |
| 2         | VII   | Ophelia     | ɵˈfiːliə           |          | 43 ± 8 (54 × 38)               | 0,053                 | 53.764            | 0,376400              | 0,1036°        | 0,00992     | 1986          | 1986        | Terrile (Voyager 2)     |
| 3         | VIII  | Bianca      | biːˈɒŋkə           |          | 51 ± 4 (64 × 46)               | 0,092                 | 59.165            | 0,434579              | 0,193°         | 0,00092     | 1986          | 1986        | Smith (Voyager 2)       |
| 4         | IX    | Cressida    | ˈkrɛsɨdə           |          | 80 ± 4 (92 × 74)               | 0,34                  | 61.766            | 0,463570              | 0,006°         | 0,00036     | 1986          | 1986        | Synnott (Voyager 2)     |
| 5         | X     | Desdemona   | ˌdɛzdɨˈmoʊnə       |          | 64 ± 8 (90 × 54)               | 0,18                  | 62.658            | 0,473650              | 0,11125°       | 0,00013     | 1986          | 1986        | Synnott (Voyager 2)     |
| 6         | XI    | Juliet      | ˈdʒuːli.ɨt         |          | 94 ± 8 (150 × 74)              | 0,56                  | 64.360            | 0,493065              | 0,065°         | 0,00066     | 1986          | 1986        | Synnott (Voyager 2)     |
| 7         | XII   | Portia      | ˈpɔrʃə             |          | 135 ± 8 (156 × 126)            | 1,70                  | 66.097            | 0,513196              | 0,059°         | 0,00005     | 1986          | 1986        | Synnott (Voyager 2)     |
| 8         | XIII  | Rosalind    | ˈrɒzəlɨnd          |          | 72 ± 12                        | 0,25                  | 69.927            | 0,558460              | 0,279°         | 0,00011     | 1986          | 1986        | Synnott (Voyager 2)     |
| 9         | XXVII | Cupid       | ˈkjuːpɨd           |          | ~18                            | 0,0038                | 74.800            | 0,618                 | 0,1°           | 0,0013      | 2003          | 2003        | Showalter và Lissauer   |
| 10        | XIV   | Belinda     | bɨˈlɪndə           |          | 90 ± 16 (128 × 64)             | 0,49                  | 75.255            | 0,623527              | 0,031°         | 0,00007     | 1986          | 1986        | Synnott (Voyager 2)     |
| 11        | XXV   | Perdita     | ˈpɜrdɨtə           |          | 30 ± 6                         | 0,018                 | 76.420            | 0,638                 | 0,0°           | 0,0012      | 1999          | 1999        | Karkoschaka (Voyager 2) |
| 12        | XV    | Puck        | ˈpʌk               |          | 162 ± 4                        | 2,90                  | 86.004            | 0,761833              | 0,3192°        | 0,00012     | 1985          | 1986        | Synnott (Voyager 2)     |
| 13        | XXVI  | Mab         | ˈmæb               |          | ~25                            | 0,01                  | 97.734            | 0,923                 | 0,1335°        | 0,0025      | 2003          | 2003        | Showalter và Lissauer   |
| 14        | V     | ‡Miranda    | mɨˈrændə           |          | 471,6 ± 1,4 (481×468×466)      | 65,9 ± 7,5            | 129.390           | 1,413479              | 4,232°         | 0,0013      | 1948          | 1948        | Kuiper                  |
| 15        | I     | ‡Ariel      | ˈɛəriəl            |          | 1157,8 ± 1,2 (1162×1156× 1155) | 1353 ± 120            | 191.020           | 2,520379              | 0,260°         | 0,0012      | 1851          | 1851        | Lassell                 |
| 16        | II    | ‡Umbriel    | ˈʌmbriəl           |          | 1169,4 ± 5,6                   | 1172 ± 135            | 266.300           | 4,144177              | 0,205°         | 0,?         | 1851          | 1851        | Lassell                 |
| 17        | III   | ‡Titania    | tɨˈtɑːnjə          |          | 1576,8 ± 1,2                   | 3527 ± 90             | 435.910           | 8,705872              | 0,340°         | 0,0011      | 1787          | 1787        | Herschel                |
| 18        | IV    | ‡Oberon     | ˈoʊbərɒn           |          | 1522,8 ± 5,2                   | 3014 ± 75             | 583.520           | 13,463239             | 0,058°         | 0,0014      | 1787          | 1787        | Herschel                |
| 19        | XXII  | ♠Francisco  | frænˈsɪskoʊ        |          | ~22                            | 0,0072                | 4.276.000         | −266,56               | 147,459°       | 0,1459      | 2001          | 2003        | Holman và đồng sự.      |
| 20        | XVI   | ♠Caliban    | ˈkælɨbæn           |          | 42+20 −12                      | 0,25                  | 7.231.000         | −579,73               | 139,885°       | 0,1587      | 1997          | 1997        | Gladman và đồng sự.     |
| 21        | XX    | ♠Stephano   | ˈstɛfənoʊ          |          | ~32                            | 0,022                 | 8.004.000         | −677,37               | 141,873°       | 0,2292      | 1999          | 1999        | Gladman và đồng sự.     |
| 22        |       | ♠S/2023 U 1 |                    |          | 13,7 - ≈ 8                     | ≈ 0,027               | 7976600           | −681                  | 143,9          | 0,250       | 2023          | 2024        | Sheppard và đồng sự.    |
| 23        | XXI   | ♠Trinculo   | ˈtrɪŋkjʊloʊ        |          | ~18                            | 0,0039                | 8.504.000         | −749,24               | 166,252°       | 0,2200      | 2001          | 2002        | Holman và đồng sự.      |
| 24        | XVII  | ♠Sycorax    | ˈsɪkəræks          |          | 157+23 −15                     | 2,30                  | 12.179.000        | −1288,28              | 152,456°       | 0,5224      | 1997          | 1997        | Nicholson và đồng sự.   |
| 25        | XXIII | Margaret    | ˈmɑrɡərɨt          |          | ~20                            | 0,0054                | 14.345.000        | 1687,01               | 51,455°        | 0,6608      | 2003          | 2003        | Sheppard và Jewitt      |
| 26        | XVIII | ♠Prospero   | ˈprɒspəroʊ         |          | ~50                            | 0,085                 | 16.256.000        | −1978,29              | 146,017°       | 0,4448      | 1999          | 1999        | Holman và đồng sự.      |
| 27        | XIX   | ♠Setebos    | ˈsɛtɨbʌs           |          | ~48                            | 0,075                 | 17.418.000        | −2225,21              | 145,883°       | 0,5914      | 1999          | 1999        | Kavelaars và đồng sự.   |
| 28        | XXIV  | ♠Ferdinand  | ˈfɜrdɨnænd         |          | ~20                            | 0,0054                | 20.901.000        | −2805,51              | 167,346°       | 0,3682      | 2001          | 2003        | Holman và đồng sự.      |

Nguồn: NASA/NSSDC, Sheppard, và đồng sự. 2005.